# 鳴滝 (つるぎ町)
鳴滝（なるたき）は、徳島県つるぎ町にある貞光川支流の鳴滝谷川にかかる滝である。落差は85m。とくしま88景、四国のみずべ八十八カ所、とくしま水紀行50選、にし阿波お勧めビューポイント100選選定。

## 地理
貞光川の左岸にある成谷三角点を源にした滝が、三段になって絶壁から落ちる。一段目約が40m、二段目が約25m、三段目が約20mの計85mある滝で、形状、長さともに県下随一である。
また近隣には同じく貞光川の滝である土釜があり、どちらもとくしま88景や四国のみずべ八十八カ所などに選定されている。

## 交通
- JR徳島線「貞光駅」下車、コミュニティバス「土釜」下車、徒歩約10分。
- 徳島自動車道「美馬インターチェンジ」より車で約30分。